# Bahna
Bahna est une commune roumaine du județ de Neamț, dans la région historique de Moldavie et dans la région de développement du Nord-Est.

## Géographie
La commune de Bahna est située au sud-est du Județ, à la limite avec le județ de Bacău, sur le Plateau central de Moldavie, entre la vallée du Siret et celle de la Bistrița, à 45 km au sud-est de Piatra Neamț, le chef-lieu du județ et à 20 km au sud-ouest de Roman.
La municipalité est composée des huit villages suivants (population en 1992) :
- Arămești (51) ;
- Bahna (795), siège de la municipalité ;
- Băhnișoara (460) ;
- Broșteni (414) ;
- Izvoare (1 430) ;
- Liliac (120) ;
- Țuțcanii din Deal (377) ;
- Țuțcanii din Vale (70).

## Politique
| Période                                  | Période  | Identité                | Étiquette     | Qualité |
| ---------------------------------------- | -------- | ----------------------- | ------------- | ------- |
| Les données manquantes sont à compléter. |          |                         |               |         |
|                                          | 2012     | Emil Prisecaru          | PDL           |         |
| 2012                                     | 2016     | Liviu-Cristian Ploșniță |               |         |
| 2016                                     | En cours | Emil Prisecaru          | PDL, puis PNL |         |

| Parti | Parti                        | Sièges |
| ----- | ---------------------------- | ------ |
|       | Parti social-démocrate (PSD) | 6      |
|       | Parti national libéral (PNL) | 7      |

## Religions
En 2002, la composition religieuse de la commune était la suivante :
- Chrétiens orthodoxes, 99,86 %.

## Démographie
En 2002, la commune compte 3 497 Roumains (93,92 %) et 225 Tsiganes (6,04 %). On comptait à cette date 1 450 ménages et 1 506 logements.
| 1992  | 2002  | 2007  |
| ----- | ----- | ----- |
| 3 718 | 3 723 | 3 618 |

## Économie
L'économie de la commune repose sur l'agriculture et l'élevage. La commune dispose de 374 ha de terres arables, de 494 ha de pâturages et de 1 088 ha de prairies.

## Communications

### Routes
Bahna est située sur la route régionale reliant Buhuși et Roman.

## Lieux et monuments
- Monastère de Runc.